# Municipalità locale di Great Kei
Great Kei è una municipalità locale (in inglese Great Kei Local Municipality) appartenente alla municipalità distrettuale di Amatole della  Provincia del Capo Orientale in Sudafrica. 
In base al censimento del 2001 la sua popolazione è di 44.462 abitanti.
La sede amministrativa e legislativa è la città di Komga e il suo territorio si estende su una superficie di 1.735 km² ed è suddiviso in 6 circoscrizioni elettorali (wards). Il suo codice di distretto è EC123.

## Geografia fisica

### Confini
La municipalità locale di Great Kei confina a nord con quella di Amahlathi, a nord e a est con quella di Mnquma, a est e a sud con l'Oceano Indiano, a sud e a ovest con quella di Buffalo City e a ovest con quella di Amahlathi.

### Città e comuni
- Cintsa
- Cintsa East
- Cintsa West
- Cwili
- Great Kei
- Gqunube
- Haga Haga
- Kei Mouth
- Komga
- Kwelera
- Kwelera Point
- Mooiplaas
- Morgans Bay
- Mpetu
- Ocean View
- Qumrha
- Quko
- Tainton

### Fiumi
- Groot – Kei
- Kubusi
- Kwelera
- Kwenxura
- Quko
- Tanga
- Tyityaba
- Toise